# لحن (لغة)

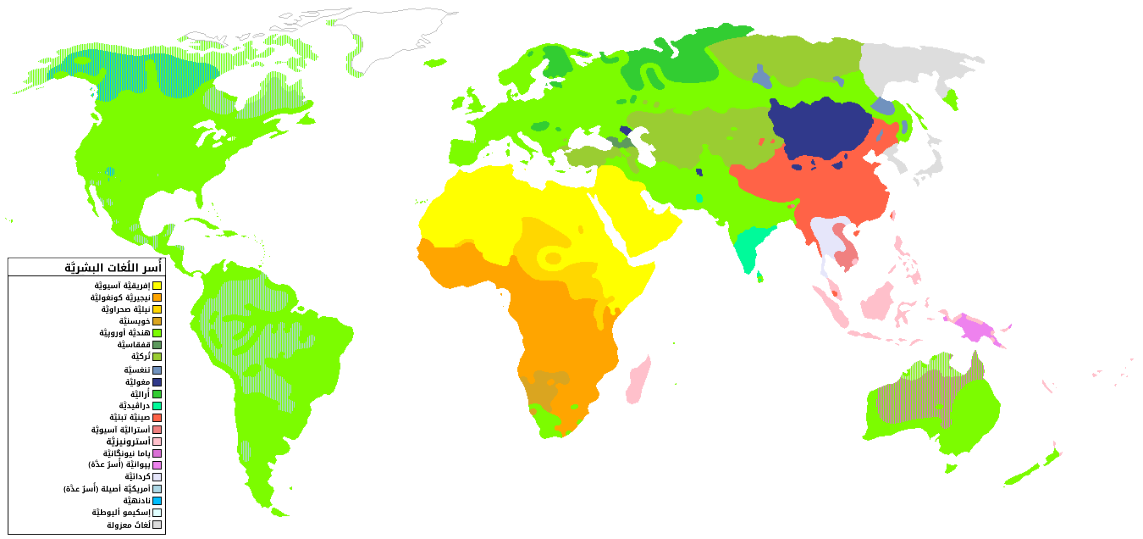

اللحن في علم أصوات اللغة هو النبر والإيقاع والتنغيم في الكلام.
يعمد إليه في القراءة لتحسينها وتمكين المستمعين من تمييز الكلمات المتباينة في المعنى المتماثلة في اللفظ، لفهمها وعدم التباسها.

## وجه التسمية
في سياق تعريف اللحن جاء في كتاب لسان العرب «اللحن ما تلحن إليه بلسانك أي تميل إليه بقولك […] ويقال فلان لا يعرف لحن هذا الشعر أي لا يعرف كيف يغنيه.» وله معان أخرى كثيرة تحصر على بابين أحدهما إمالة شيء من جهته والآخر الفطنة والذكاء، وسواء ذينك المعنيين يناسب المعنى اللغوي.